# Samuel Hahnemann
Pour les articles homonymes, voir Hahnemann.
Christian Friedrich Samuel Hahnemann, né le 10 avril 1755 à Meissen, en Saxe, et mort le 2 juillet 1843 à Paris, est un médecin qui fonda et participa grandement au développement de l'homéopathie, à partir de 1796.

## Biographie

### Jeunesse et formation

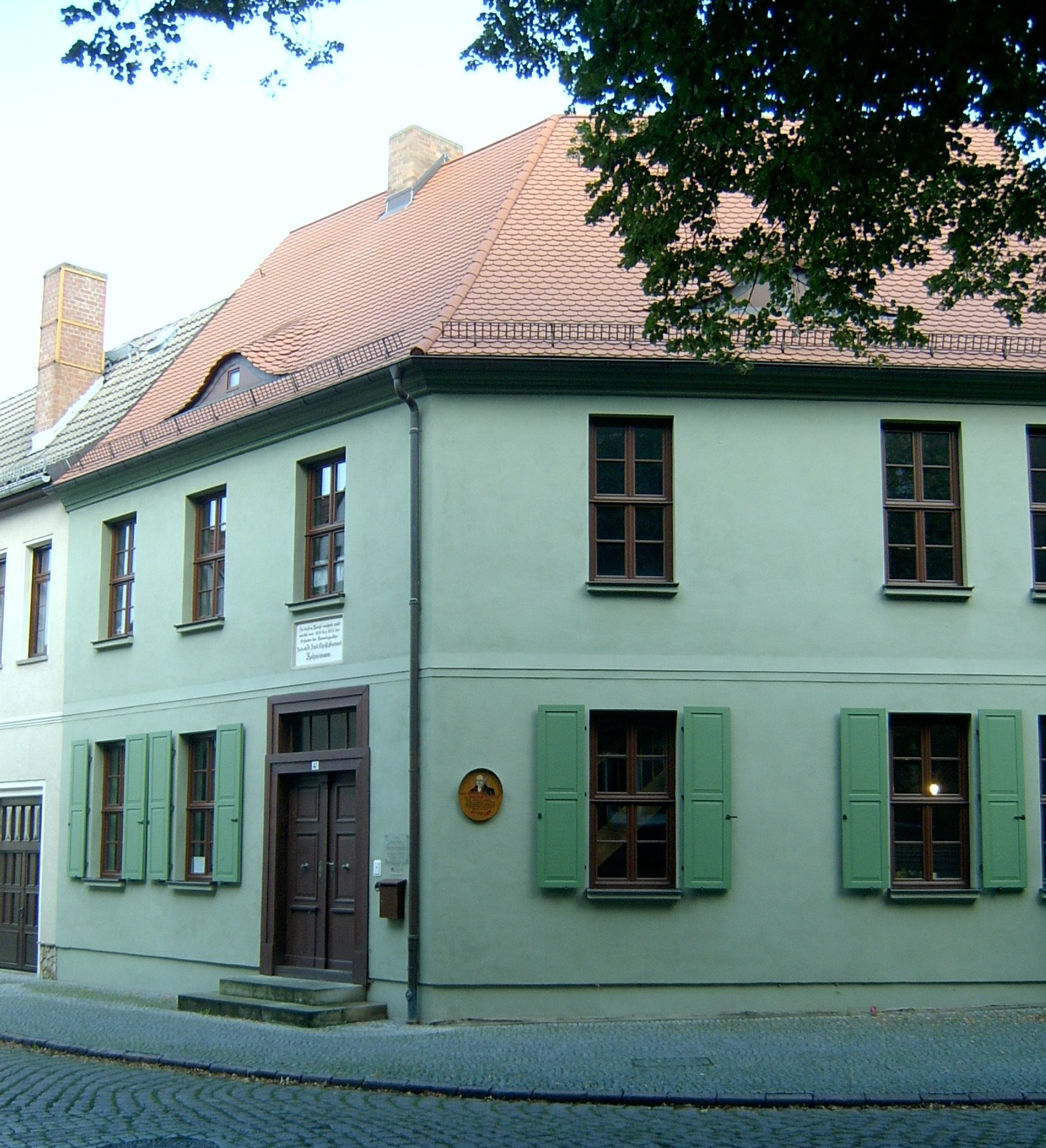
Maison de Samuel Hahnemann à Köthen (Anhalt).

Hahnemann est baptisé le jour même de sa naissance, le 11 avril 1755, dans l’église luthérienne de Meissen. Il est le troisième enfant de Christian Gottfried Hahnemann et de sa deuxième femme, Johanna Christiane Spieß. Son père, peintre sur porcelaine dans la célèbre manufacture de porcelaine de Meissen, veille à son éducation, jusqu'à ses dix ans. Il fréquente alors l'école municipale, où il montre un don pour les langues, pour le latin et le grec d'abord, puis pour le français, l'anglais et l'italien. Il reçoit ensuite une bourse à l'école princière de Ste Afra à Meissen. Quand il en sort, en 1775, il commence des études de médecine à Leipzig, gagnant sa vie grâce à des cours de langues et des traductions en allemand d'ouvrages de physiologie et de médecine. Un an plus tard, il va à l'université de Vienne pour trois trimestres où, jusqu'à ce que l'argent lui fasse défaut, il assiste aux cours faits au chevet des malades par le baron Joseph von Quarin, professeur de médecine et directeur médical de l'hôpital des Frères de la Charité.
En octobre 1777, le baron Samuel von Brukenthal, que l'impératrice Marie-Thérèse vient de nommer gouverneur de Transylvanie, lui offre le poste de bibliothécaire et médecin personnel. Hahnemann l'accompagne à Hermannstadt (aujourd'hui Sibiu en Roumanie) et il y reste pendant presque deux ans. Il y vit, semble-t-il, de nombreux cas de paludisme, et il serait tombé malade lui-même (ce qui est important pour ses essais avec le quinquina). Pendant son séjour à Hermannstadt, il entre dans la loge maçonnique St André des trois Lotus. Ensuite il termine ses études de médecine à Erlangen et, en août 1779, il passe son doctorat.

### Médecin itinérant
Il s'établit d'abord dans une agglomération minière, Hettstedt, qu'il quitte pour Dessau au printemps de 1781. C'est là qu'il fait la connaissance de Henriette Küchler, la belle-fille de l'apothicaire Haeselen avec lequel il est en relation de travail. Acceptant un poste à Gommern, il en revient un an plus tard : c'est à Dessau qu'il épouse Henriette Küchler en 1782 ; de leur union naîtront 11 enfants.
Au cours des années qui suivent, il exerce avec plus ou moins de bonheur dans un grand nombre de villes d'Allemagne du Nord et d'Allemagne moyenne comme médecin, chimiste, traducteur et écrivain. Par moments, il délaissait complètement la pratique médicale, « parce qu'elle me coûtait plus qu'elle me rapportait et le plus souvent n'était payée que d'ingratitude » (lettre du 29 août 1791, cit. d'après Jütte, page 48) ou parce qu'il ne croyait pas à l'efficacité de la médecine telle que pratiquée à l'époque. Il se consacrait alors aux expériences chimiques, aux traductions et aux publications. À d'autres moments, c'est à peine s'il pouvait échapper aux patients : « J'ai failli ne pas pouvoir écrire, parce que, ces dernières semaines, la clientèle est si abondante, à Eilenburg, qu'il m'arrive souvent de ne pas avoir le temps de manger » (lettre du 18 septembre 1801, cit. d'après Jütte, page 74).
En 1788, il publie Sur les moyens de reconnaître le fer et le plomb dans le vin, où il expose une méthode pour mettre en évidence la dénaturation du vin par l'apport de sucre de plomb toxique. Ce « test de vin Hahnemann » — qui sera obligatoire pour les négociants en vin de la ville de Berlin — lui vaut une certaine notoriété.
C'est en 1790, à l'occasion d'un travail de traduction de Lectures de la Matière médicale de William Cullen qu'il est amené à expérimenter sur lui-même les propriétés du quinquina.
En 1791, Hahnemann est élu membre de la Churfürstlich Mayntzische Academie nützlicher Wissenschaften, à Erfurt.

### L'homéopathie

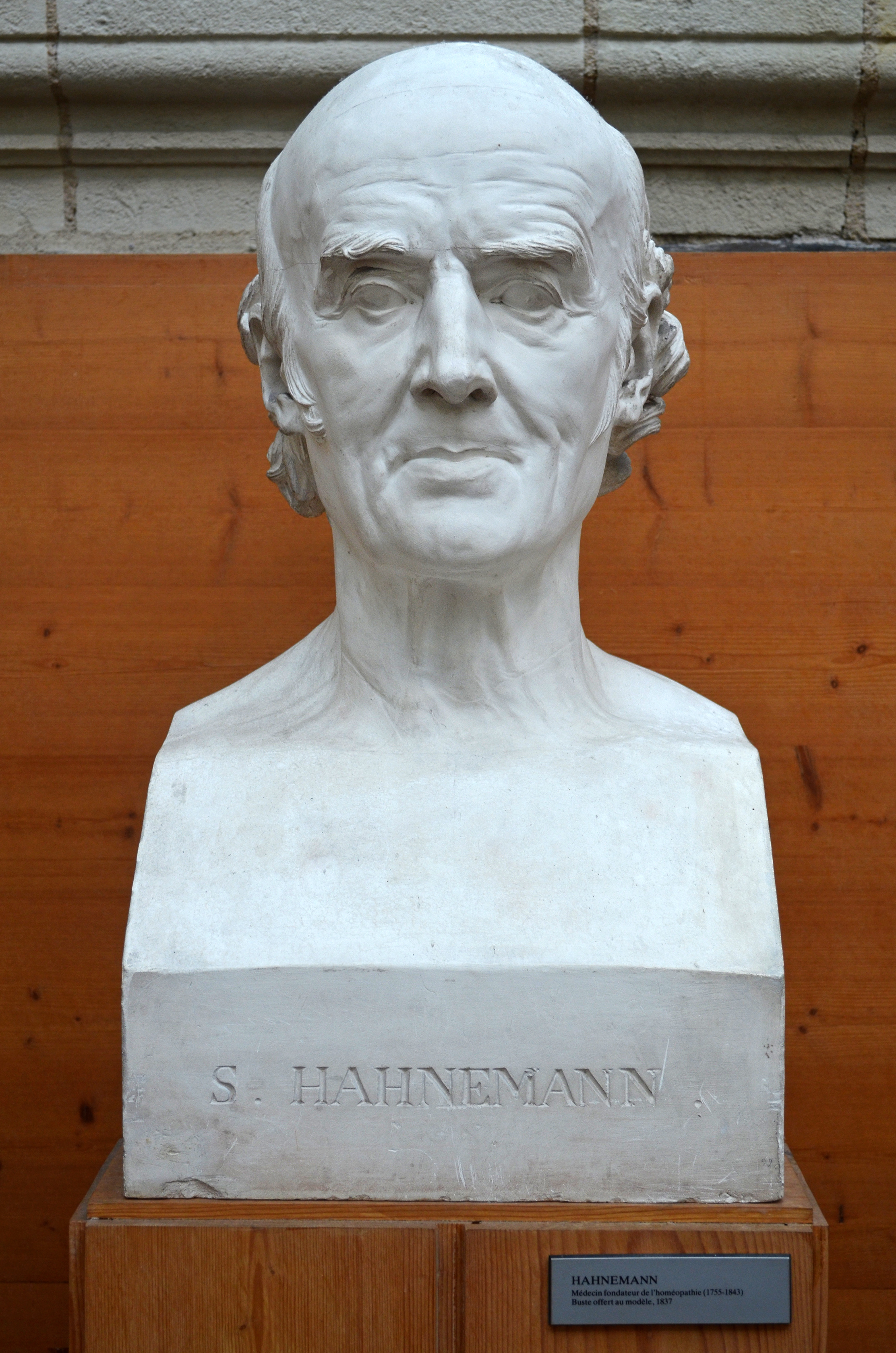
Buste de Samuel Hahnemann par David d'Angers (1837).

S'il commence à mettre en pratique ses principes d’homéopathie à partir de 1796, c'est à compter de 1800 qu'Hahnemann commença véritablement à pratiquer l’homéopathie. À partir de cette date, il garde toutes ses observations dans ses livres de cas, les journaux de malades. À partir de 1800, Hahnemann commence à prescrire des préparations infinitésimales, n'hésitant pas à qualifier les homéopathes usant de doses pondérales de demi homéopathes.
Ne rencontrant pas le succès espéré auprès de ses confrères, Hahnemann déménage à Leipzig, ville universitaire, où il entreprend de donner des cours, après avoir passé une thèse en 1811, pour accéder au statut de lecteur : c'est effectivement à Leipzig que seront formés ses premiers disciples, tels que Stapf, Gross, Moritz et Wilhem Müller. C'est aussi en 1811 qu'il publie La Matière médicale pure.
Jugé coupable d’exercice illégal de la pharmacie par la Cour de justice de Leipzig en 1820, attaqué par ses confrères et par les pharmaciens, Hahnemann trouve asile un an plus tard à Köthen, où le duc Henri d'Anhalt-Köthen lui offre le titre de médecin privé de la cour ducale, de conseiller aulique, assorti du droit de fabriquer lui-même ses médicaments ; il y restera quatorze années.
C'est à Köthen qu'il publie, en 1828, le second ouvrage majeur, exposant sa conception de l'homéopathie : le « Traité des maladies chroniques, leur nature spéciale et leur traitement homéopathique ». Cette œuvre entraîne une scission dans le milieu homéopathique.
En 1830, son épouse Henriette décède. Hahnemann continue à vivre à Köthen, avec deux de ses filles.
En 1831 il publie trois textes sur le traitement du choléra. À l'époque, l’épidémie de 1831-32 envahit l'Europe par la Russie. Hahnemann reçoit une volumineuse correspondance de ses disciples auxquels il prodigue ses conseils. Il synthétise les observations reçues de Russie, d'Autriche, de Hongrie, de Pologne et des États allemands, dans une Instruction sur les soins à donner contre le choléra, publiée à Genève 1832.

### Remariage et départ pour Paris

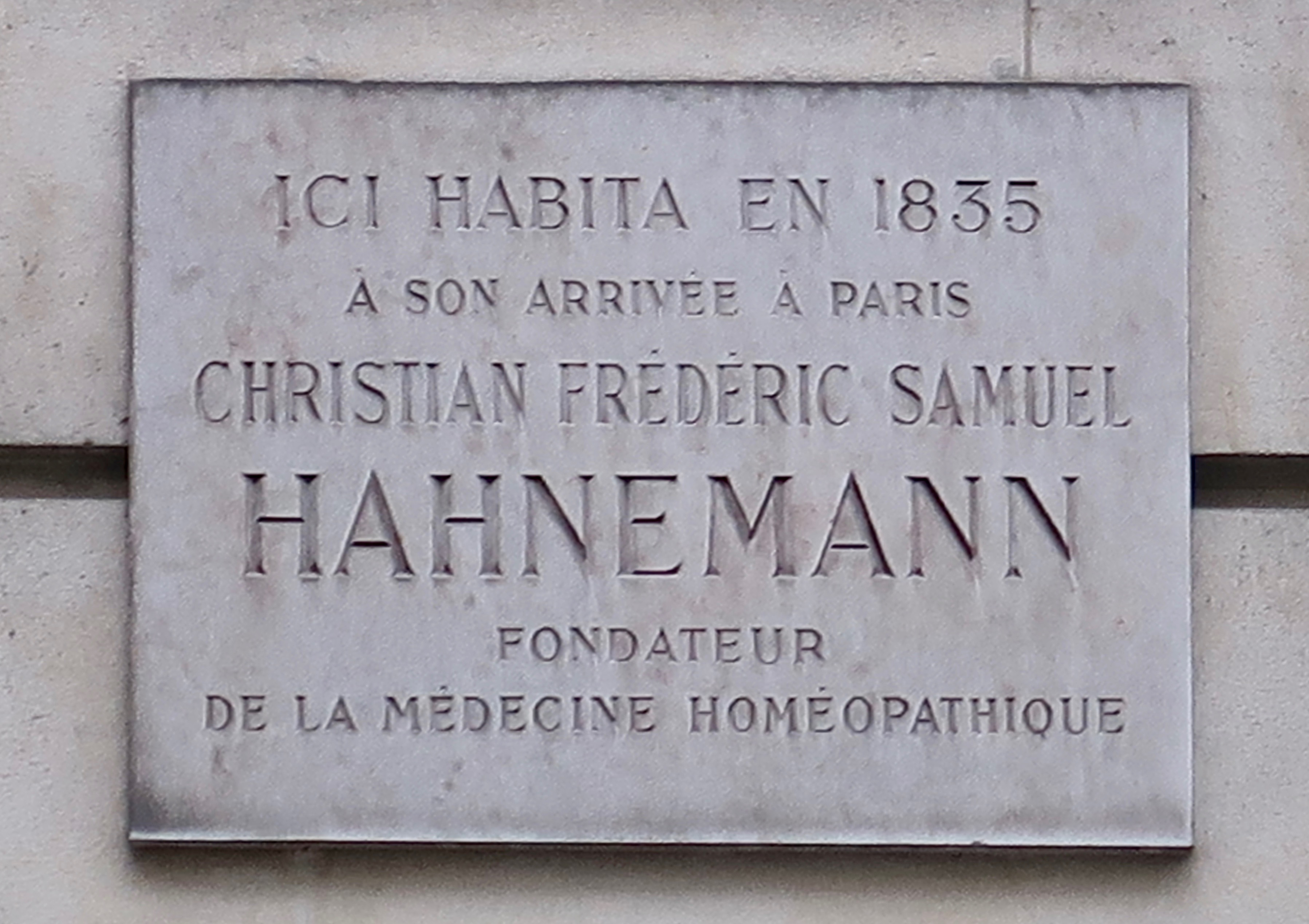
Plaque au no 26 rue des Saints-Pères (Paris), où il vécut.

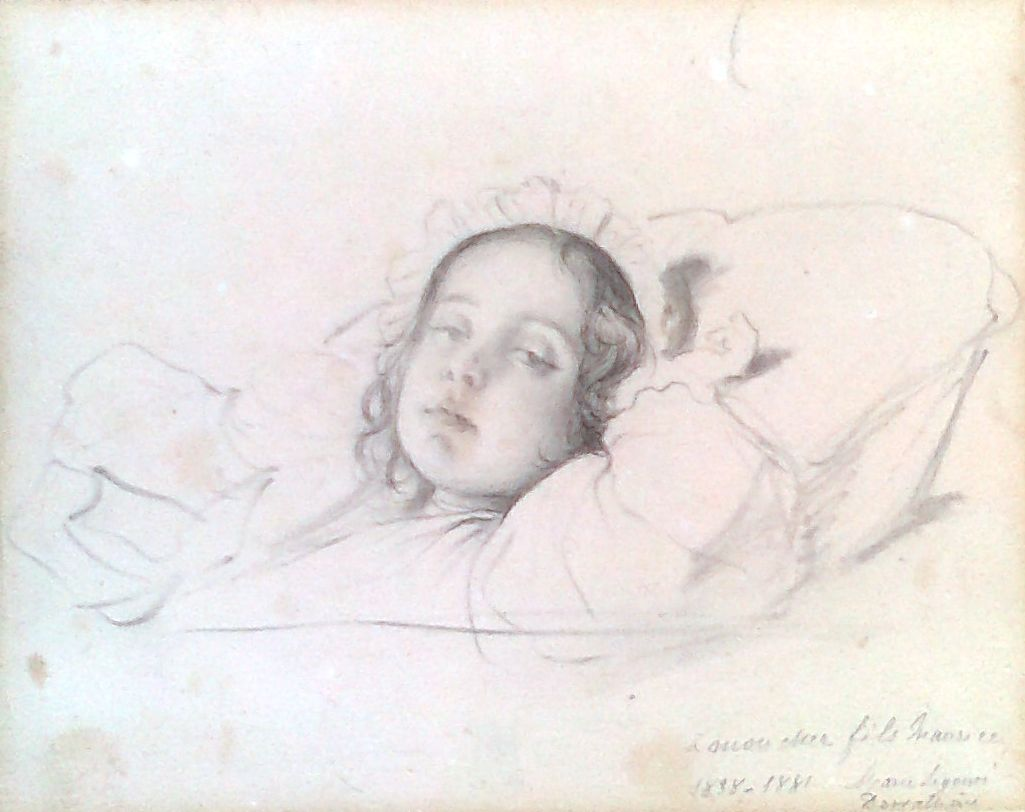
Marie Legouvé malade au lit, 1838. Dessin après Amaury-Duval de Marie Desvallières, née Legouvé, dedié à son fils Maurice, 1881.

Le 18 janvier 1835, Hahnemann, à l’occasion d’une consultation, en octobre 1834, fait la connaissance de Mélanie d’Hervilly-Gohier, ils se marient à Köthen, qu'ils quittent, le 7 juin 1835, pour arriver à Paris, le 27 juin 1835. En août, Hahnemann obtient l’autorisation d’y exercer l’homéopathie (rue Madame, puis rue des Saints-Pères et enfin rue de Milan). Une cinquantaine de médecins exercent déjà l’homéopathie à Paris. Médecin respecté et beaucoup occupé, Hahnemann passa ses huit dernières années à Paris. Déjà en 1837, un de ses malades célèbres est le violoniste Niccolò Paganini , qui souffrait de toux, rétention d’urine et priapisme. Le traitement se termine à la suite du rejet de ses offres à Mme Hahnemann. Fin 1838, il guérit la fille du célèbre écrivain et académicien Ernest Legouvé, qui était déclarée irrémédiablement perdue par ses médecins. On fait venir le peintre Amaury-Duval pour conserver au moins un souvenir d'elle. Son travail terminé, il leur dit : « Mais enfin, puisque votre médecin déclare votre enfant perdue, pourquoi ne vous adressez-vous pas à cette médecine nouvelle qui commence à faire tant de bruit dans Paris ; pourquoi n’irez-vous pas trouver Hahnemann ? » - « Cette guérison fut un événement dans Paris, presque une sorte de scandale »,. Ainsi « sa réputation devenait de la gloire » dans la société parisienne et lui amenait d'autres malades bien connus, comme l'écrivain Eugène Sue ou la mère de Victor Schœlcher. Les dossiers médicaux encore existants de la période de Paris n'ont été que partiellement évalués et pourraient offrir d'autres surprises.
Hahnemann meurt dans sa 89e année (2 juillet 1843), à Paris ; Joseph Antoine Chatron, l'un de ses élèves, assiste seul à ses derniers moments et lui ferme les yeux. Sa femme obtient l’autorisation de garder le corps de son mari jusqu’au 11 juillet, date de l’enterrement au cimetière de Montmartre. Ce n’est que le 24 mai 1898 que les restes d’Hahnemann sont transférés au cimetière du Père-Lachaise.

## Descendants
Si l'on connaît plusieurs descendants de la sœur aînée d'Hahnemann, Charlotte, on ne lui connaît qu'un seul descendant direct : Charles Tankard-Hahnemann, dont le père, William Herbert Tankard-Hahnemann (1922–2009), en plus d'une activité à la City de Londres, présida pendant vingt-deux ans aux destinées du British Institute of Homeopathy. L'arrière-grand-père de Charles Tankard-Hahnemann était le Dr Leopold Süß-Hahnemann, qui était lui-même le fils unique d'une des filles d'Hahnemann, Amélie (1789–1881). Le botaniste Carl Bernhard von Trinius était son neveu (fils de sa sœur Charlotte).
Dans son livre Une médecine douce - Docteur Hahnemann (deux tomes), Colette Lesens donne une vision différente de la fin de vie du docteur Hahnemann et écrit notamment : « Peu avant sa mort, le docteur Hahnemann fit promettre à Mélanie d'inscrire sur sa tombe l'épitaphe « Non inutilis vixi » (« je n'ai pas vécu en vain »), ce qu'elle ne fit jamais. »

## Œuvres
Écrits majeurs :

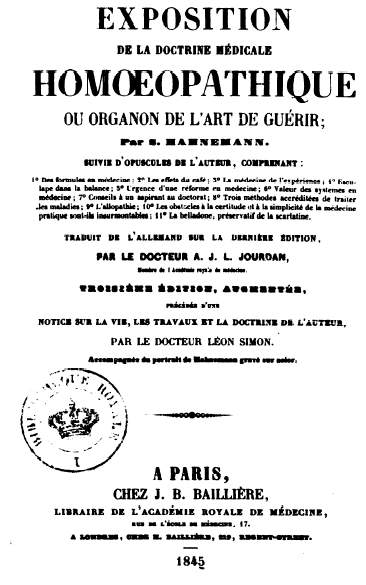
Organon de l'art de guérir (édition française de 1845) (BnF/Gallica).

- Versuch über ein neues Prinzip zur Auffindung der Heilkräfte der Arzneisubstanzen, nebst einigen Blicken auf die bisherigen, (Hufelands Journal der practischen Arzneykunde, 1796).
- Organon der Heilkunst (1810) explique la théorie de l'homéopathie. Hahnemann publia 5 éditions, dont la dernière, en 1833 ; une 6e édition, inachevée, fut découverte après la mort de Hahnemann, mais ne fut pas publiée avant 1921. L'Organon fut publié en de nombreuses langues, dont le français:
  - Exposition de la doctrine médicale homœopathique ou Organon de l'art de guérir, 1832 - traduit par Antoine Jacques Louis Jourdan.
- Materia Medica Pura est une compilation de rapports de preuve en homéopathie, publiée en six volumes, pendant les années 1820 (vol. VI daté de 1827) Des éditions révisées des volumes I et II furent publiées respectivement en 1830 et 1833.
- Maladie chronique traite de l'origine et du traitement des maladies chroniques, conjointement à une compilation de preuves homéopathiques. Publié en cinq volumes pendant les années 1830.

Écrits mineurs :
Hahnemann publia dans différentes revues. En 1830, Stapf colligea certains textes en un recueil petits écrits médicaux, réédités en allemand gothique par K.F. Haug, à Heidelberg. En 1850, le Dr Dudgeon publia, en anglais, une version plus complète de ces écrits mineurs, qui furent réédités par l’éditeur Jain, de New Delhi. En 2001, furent publiés, en Allemagne, les petits écrits rassemblés de Samuel Hahnemann.
Les journaux de malades d’Hahnemann, conservés à la fondation Robert-Bosch (Institut für Geschichte der Medizin der Robert Bosch Stiftung), sont disponibles en microfiche.

## Littérature (en allemand)
- Robert Jütte : Samuel Hahnemann, Begründer der Homöopathie. Munich, 2005, dtv premium.  (ISBN 3-423-24447-X)
- Rima Handley : Eine homöopathische Liebesgeschichte. Das Leben von Samuel und Melanie Hahnemann. Munich, 2002, C.H. Beck.  (ISBN 3-406-45991-9)
- Anthony Campbell: Homeopathy in Perspective, engl. Buch als pdf
- Richard Haehl : Samuel Hahnemann. Sein Leben und Schaffen. 2 volumes, Leipzig 1922, Willmar Schwabe.
- Samuel Hahnemann : Die Krankenjournale. Édité par Robert Jütte. Heidelberg 1992-2005, Haug.
- Georg Bayr: Hahnemanns Selbstversuch mit der Chinarinde 1790. Die Konzipierung der Homöopathie. Heidelberg 1989, Haug,  (ISBN 3-8304-0210-4)
- Herbert Fritsche: Samuel Hahnemann. Idee und Wirklichkeit der Homöopathie. Klett, Stuttgart 1954; Burgdorf, Göttingen 1982.